# 瓊塔山脈

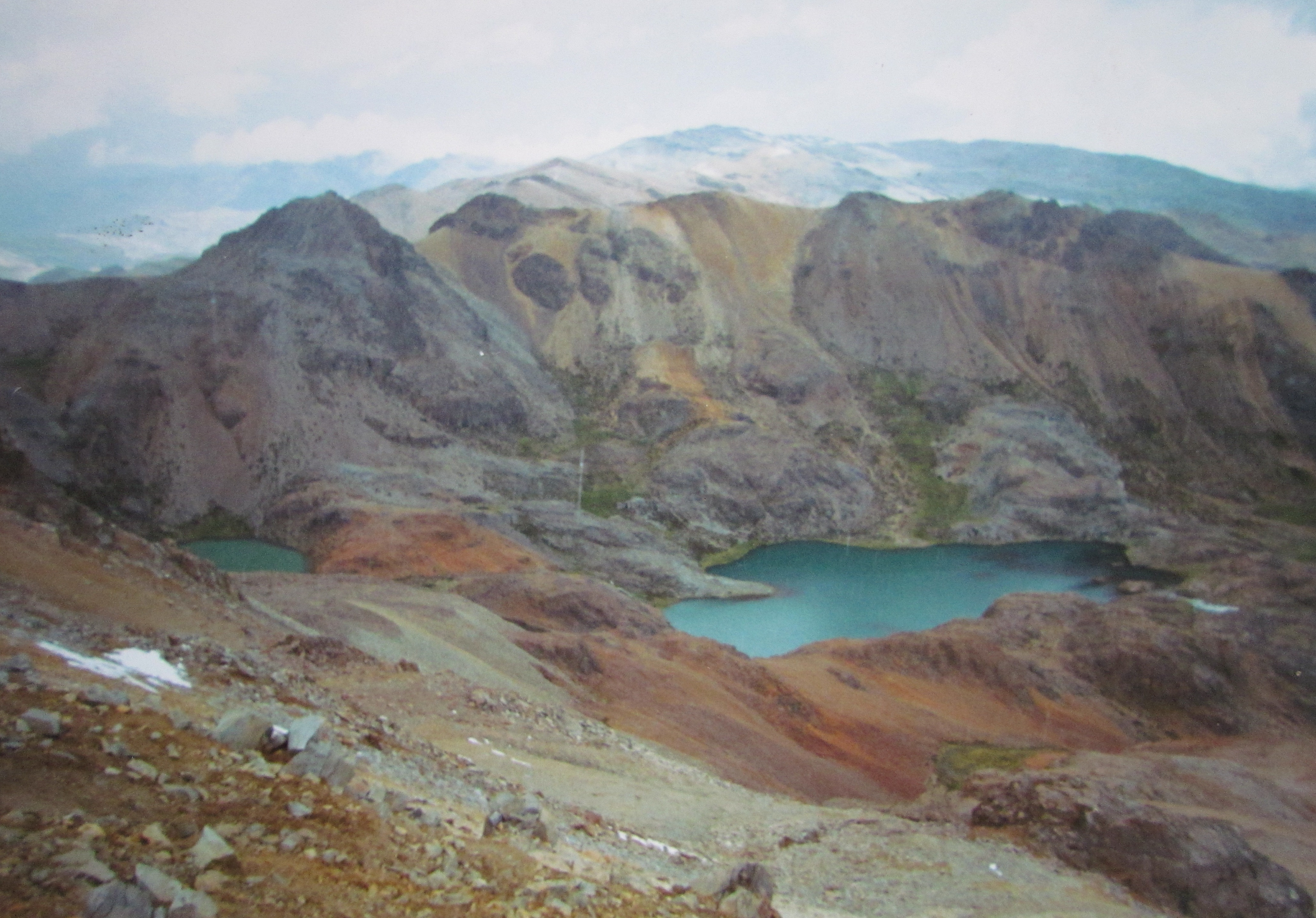

瓊塔山脈（西班牙語：Cordillera Chonta），是秘魯的山脈，位於該國中部萬卡韋利卡大區的卡斯特羅維雷納省和萬卡韋利卡省，全長約50公里，屬於安第斯山脈的一部分，山峰有安塔拉索山、瓦曼拉索山和西塔克山。